# Cambremer
Cambremer je naselje in občina v severozahodnem francoskem departmaju Calvados regije Spodnje Normandije. Leta 2009 je naselje imelo 1.105 prebivalcev.

## Geografija
Kraj se nahaja v pokrajini Auge (Normandija) 14 km zahodno od Lisieuxa.

## Uprava
Cambremer je sedež istoimenskega kantona, v katerega so poleg njegove vključene še občine Auvillars, Beaufour-Druval, Beuvron-en-Auge, Bonnebosq, Corbon, Formentin, Le Fournet, Gerrots, Hotot-en-Auge, Léaupartie, Montreuil-en-Auge, Notre-Dame-d'Estrées, Repentigny, La Roque-Baignard, Rumesnil, Saint-Ouen-le-Pin, Valsemé in Victot-Pontfol s 4.686 prebivalci.
Kanton Cambremer je sestavni del okrožja Lisieux.

## Zgodovina
Naselbina se prvikrat omenja v 7. stoletju v latinizirani obliki Cambrimaro.

## Zanimivosti
- cerkev sv. Lovrenca iz 11.in 12. stoletja, od 1921 na seznamu francoskih zgodovinskih spomenikov,
- cerkev Saint-Germain et Saint-Sébastien de Grandouet, zgodovinski spomenik od 1977,
- vila Manoir de Montargis, zgodovinski spomenik od 1977,
- poslopje z okolico Manoir du Bais, zgodovinski spomenik od 2001,
- dvorec Château-les-Bruyeres.